# Sucuri-malhada
A sucuri-malhada (Eunectes deschauenseei) é a menor espécie do gênero Eunectes, se alimentando de pequenos animais, como peixes e anfíbios. Ocorre no leste do Pará (incluindo a ilha de Marajó) e na Guiana Francesa, podendo chegar a  cerca de 3 metros de comprimento e 60 kg.